# Direzione tecnica e acquisti industriali
Direzione tecnica e acquisti industriali (detta anche DTAI) è la struttura di Trenitalia che si occupa della gestione delle Officine manutenzione ciclica, più in particolare della manutenzione ciclica, di tutto il materiale rotabile di Divisione passeggeri nazionale/internazionale, Divisione passeggeri regionale e Divisione cargo. Inoltre presiede alle attività di acquisto, logistica e distribuzione dei materiali di ricambio e dei componenti, ed al servizio di ingegneria degli impianti e della manutenzione. Ha sede a Firenze.

## Storia
Nasce nel 1993 come "Area ingegneria e costruzioni" per diventare "Area strategica d'affari materiale rotabile e trazione" nel 1996. Nel 1999 viene trasformata in "Unità tecnologia e materiale rotabile" e nel 2000 da Ferrovie dello Stato confluisce in Trenitalia. Nel 2005 viene ridenominata dapprima "Direzione manutenzione e logistica" e poi "Direzione operazioni tecniche" per assumere nel 2006 l'attuale denominazione.

## Impianti gestiti
Vicenza, Voghera, Verona, Firenze ( Osmannoro),Torre Del Greco( S. Maria la Bruna), Foligno, Rimini, Foggia.

## Fonti
- http://www.marketpress.info/notiziario_det.php?art=22984
- http://www.miol.it/stagniweb/riform01.htm
- La riforma delle ferrovie italiane, su miol.it.